# Catedral de Santa Maria (Tallinn)
Catedral de Santa Maria (estonià: Toomkirik , alemany: Ritter- und Domkirche, nom complet: The, Tallinn, estonià: Tallinna Püha Neitsi Maarja Piiskoplik Toomkirik Tallinna Püha Neitsi Maarja Piiskoplik Toomkirik) és una església catedral luterana situada al turó de Toompea a la part central medieval de Tallinn, la capital d’Estònia. Fundada al segle XIII, és l'església més antiga de Tallinn i d'Estònia continental, i l'únic edifici de Toompea que va sobreviure a l'incendi del segle xvii.
L'església es va establir originalment al segle XIII com a catedral catòlica romana, després que Tallinn i el nord d'Estònia fossin conquerits pel Regne de Dinamarca durant les croades del nord. Després de la Reforma protestant, l'església es va convertir en luterana l'any 1561, i ara és la seu de l’arquebisbe de Tallinn, líder espiritual i president del sínode de govern de l’Església evangèlica luterana d'Estònia.
L'església és un monument cultural nacional d'Estònia des del 20 de setembre de 1995.

## Història
La primera església ja estava feta de fusta i construïda el 1219, quan els danesos van envair Tallinn. L'any 1229, en arribar els frares dominics, van començar a construir una església de pedra en substitució de l'antiga de fusta. Els monjos van ser assassinats en un conflicte entre els cavallers de l'Espasa i els vassalls que donaven suport al llegat del papa l'any 1233, i així l'església va ser profanada. L'any 1233 es va enviar a Roma una carta demanant permís per consagrar-la de nou, i aquest és el primer registre de l'existència de l'església.
Els dominics no van poder acabar l'edifici i van construir només els murs de la base. L'edifici es va acabar l'any 1240, i era un edifici d'una sola nau amb un presbiteri rectangular.
L'any 1240 també va ser batejada catedral i consagrada en honor a la Mare de Déu. A principis del segle XIV es va iniciar la reconstrucció de l'església. L'església es va fer més gran. La reconstrucció va començar amb la construcció d'un nou presbiteri. Més o menys a la mateixa època es va construir la nova sagristia.
L'ampliació de l'edifici d'una nau a una de tres passadissos va començar a la dècada de 1330. Les obres, però, van durar gairebé 100 anys. La nova part longitudinal de l'església,  29 min  llarg, construït seguint els principis de la basílica, es va acabar a la dècada de 1430. Els pilars rectangulars de la nau s'havien acabat, però, a la segona meitat del segle XIV.
L'església va patir danys considerables en el gran incendi de 1684 quan es va destruir tot el mobiliari de fusta. Algunes voltes es van esfondrar i molts detalls tallats en pedra van quedar greument danyats, especialment a l’absis.
L'any 1686, després de l'incendi, l'església fou pràcticament reconstruïda per restaurar-la al seu estat anterior. El nou púlpit amb figures dels apòstols (1686) i el retaule (1696) van ser realitzats per l'escultor i tallista estonià Christian Ackermann. Es van afegir pintures d’Ernst Wilhelm Londicer.
L'exterior de l'església de la Cúpula data del segle xv, l'agulla del segle xviii. La major part del mobiliari de l'església es remunta als segles XVII i XVIII. Del 1778 al 1779 es va construir una nova agulla barroca a la part occidental de la nau.
També cal esmentar la gran varietat de làpides dels segles XIII-XVIII, els sarcòfags tallats en pedra del segle xvii, també l'altar i el presbiteri, els canelobres, nombrosos escuts dels segles XVII-XX. Dues de les quatre campanes de l'església daten del segle xvii, dues del segle xviii. L'orgue es va fer l'any 1914.
Entre les persones enterrades a la catedral hi ha el noble bohèmi Jindřich Matyáš Thurn, un dels líders de la revolta protestant contra l'emperador Ferran II i en esdeveniments que van portar a la Guerra dels Trenta Anys; el general suec Pontus De la Gardie i la seva dona, Sofia Johansdotter Gyllenhielm (filla del rei Joan III); així com l'escocès Samuel Greig (antic Samuil Karlovich Greig de l'Armada Russa); els mariscals de camp i cosins suecs Otto Wilhelm i Fabian von Fersen; i el navegant rus, Adam Johann von Krusenstern.

## Galeria

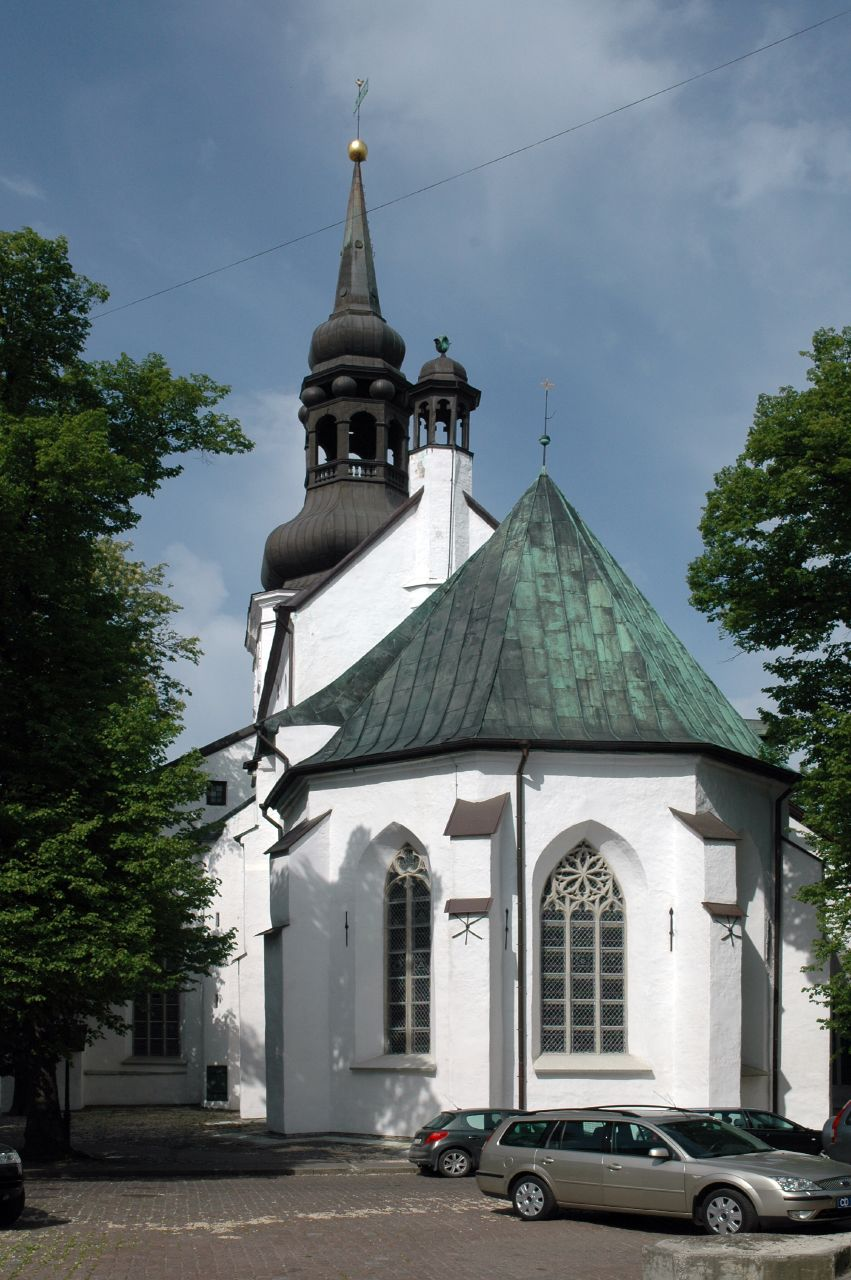
Exterior de l'absis
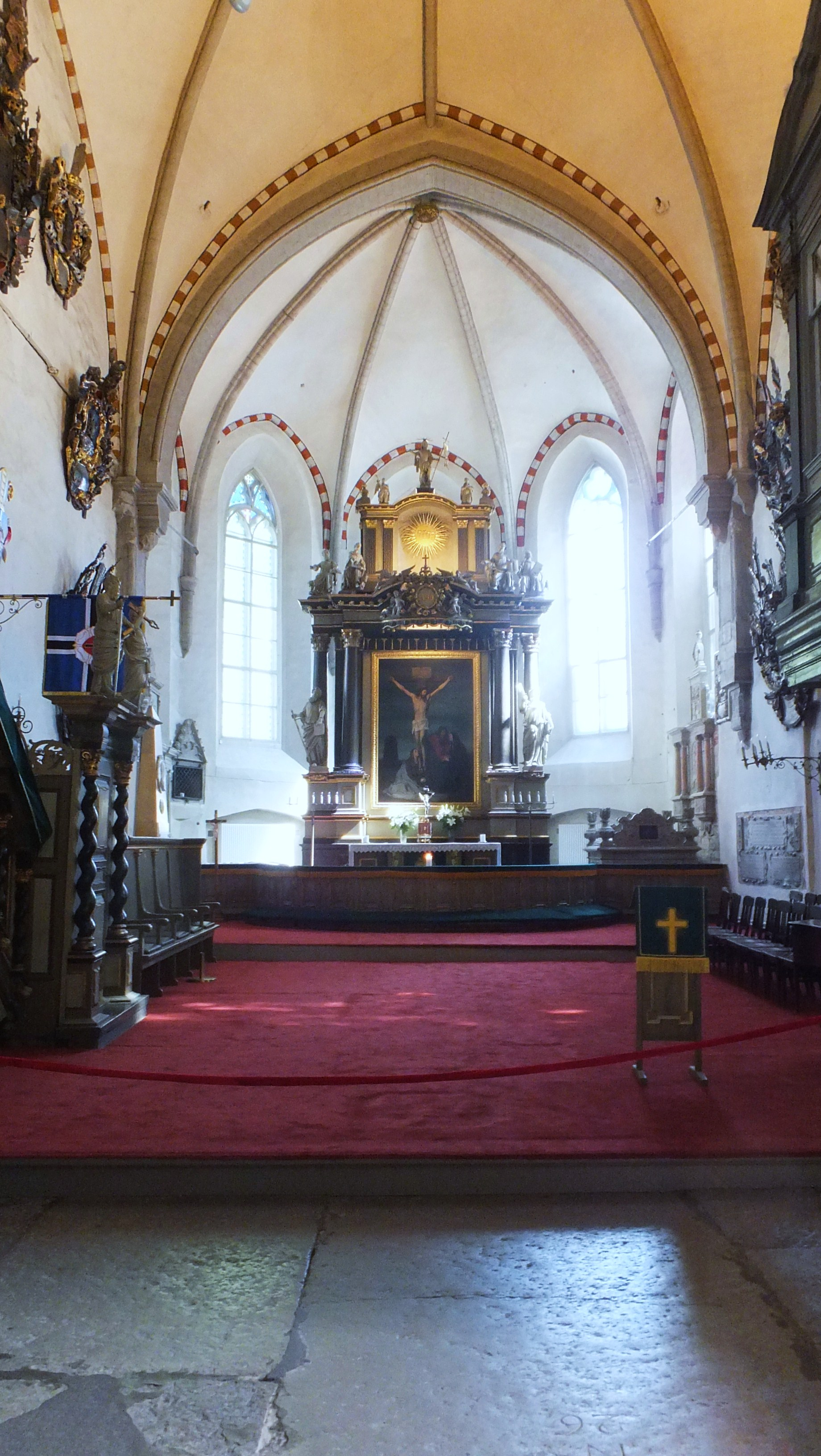
Altar a la catedral
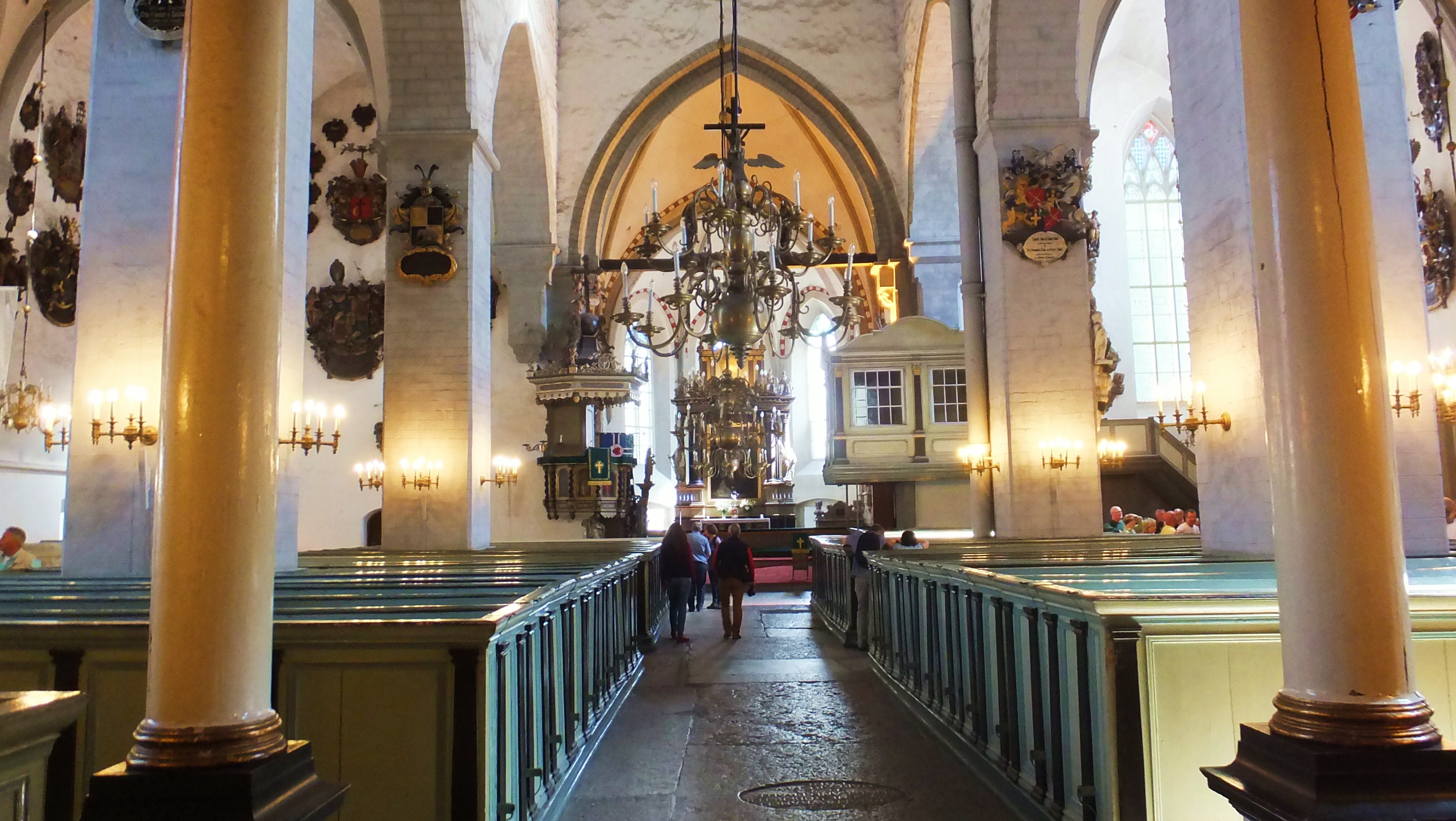
Interior, orientat a l'est
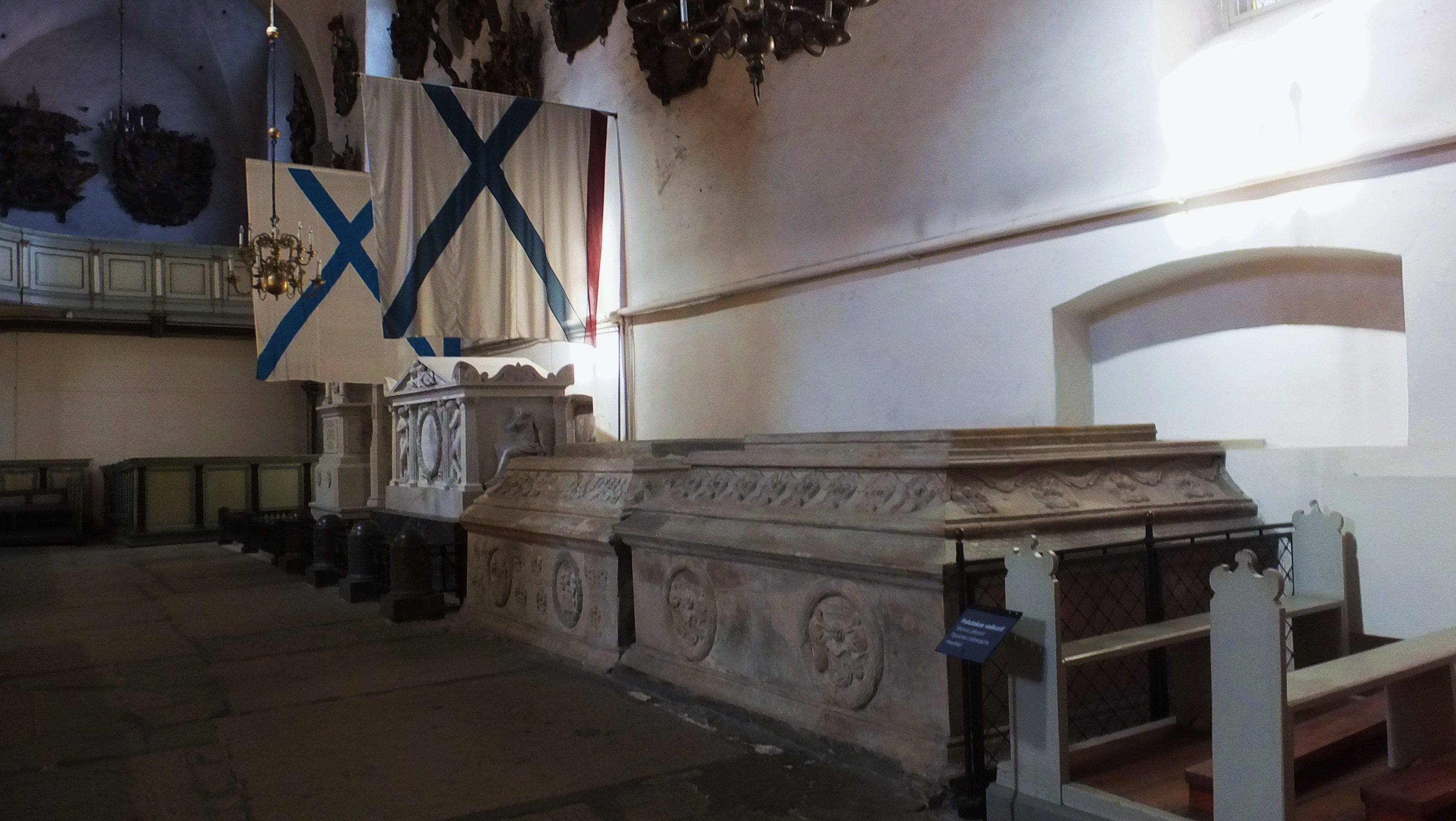
Tombes a l'interior de la catedral
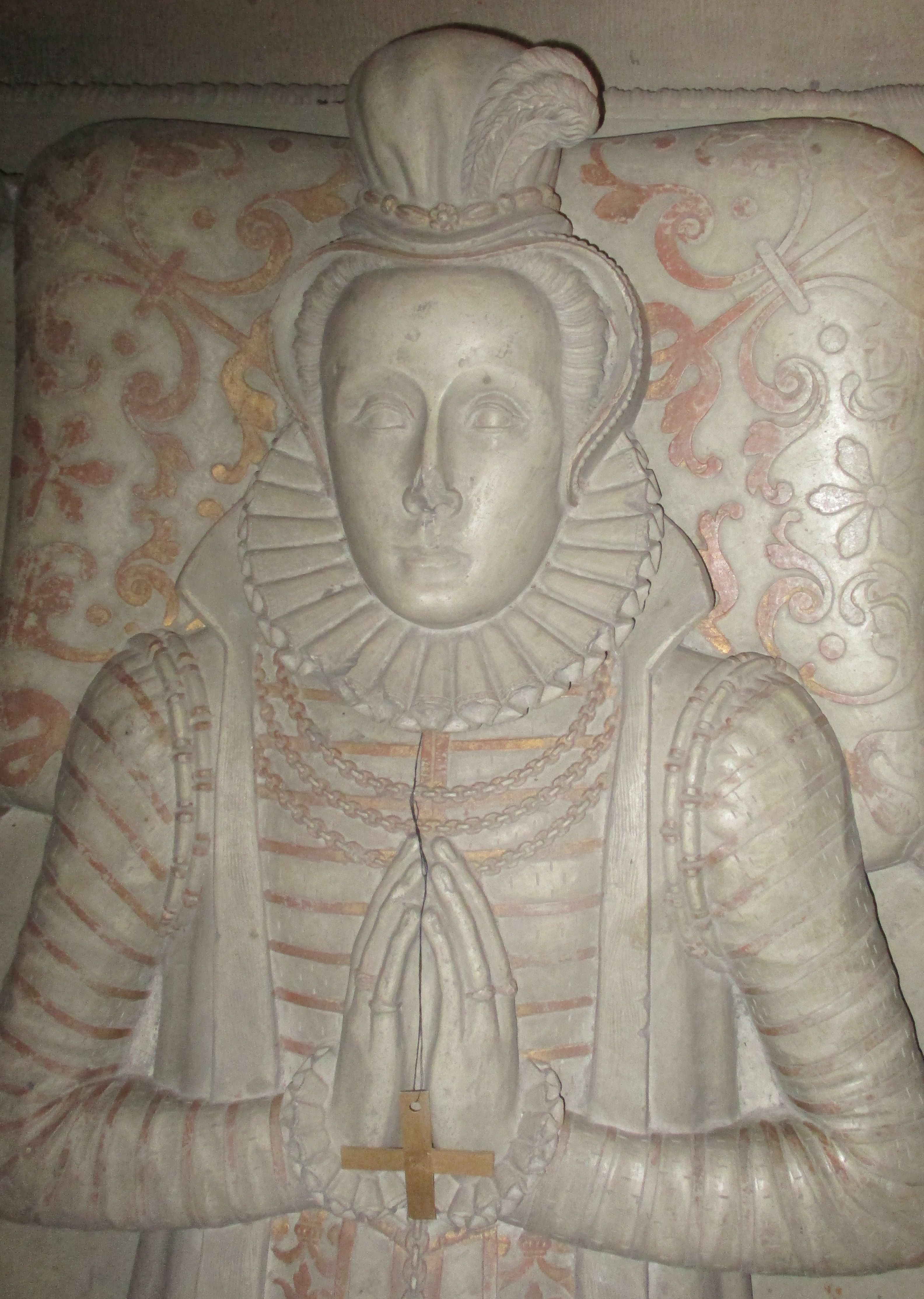
Detall de l'efígie de Sofia
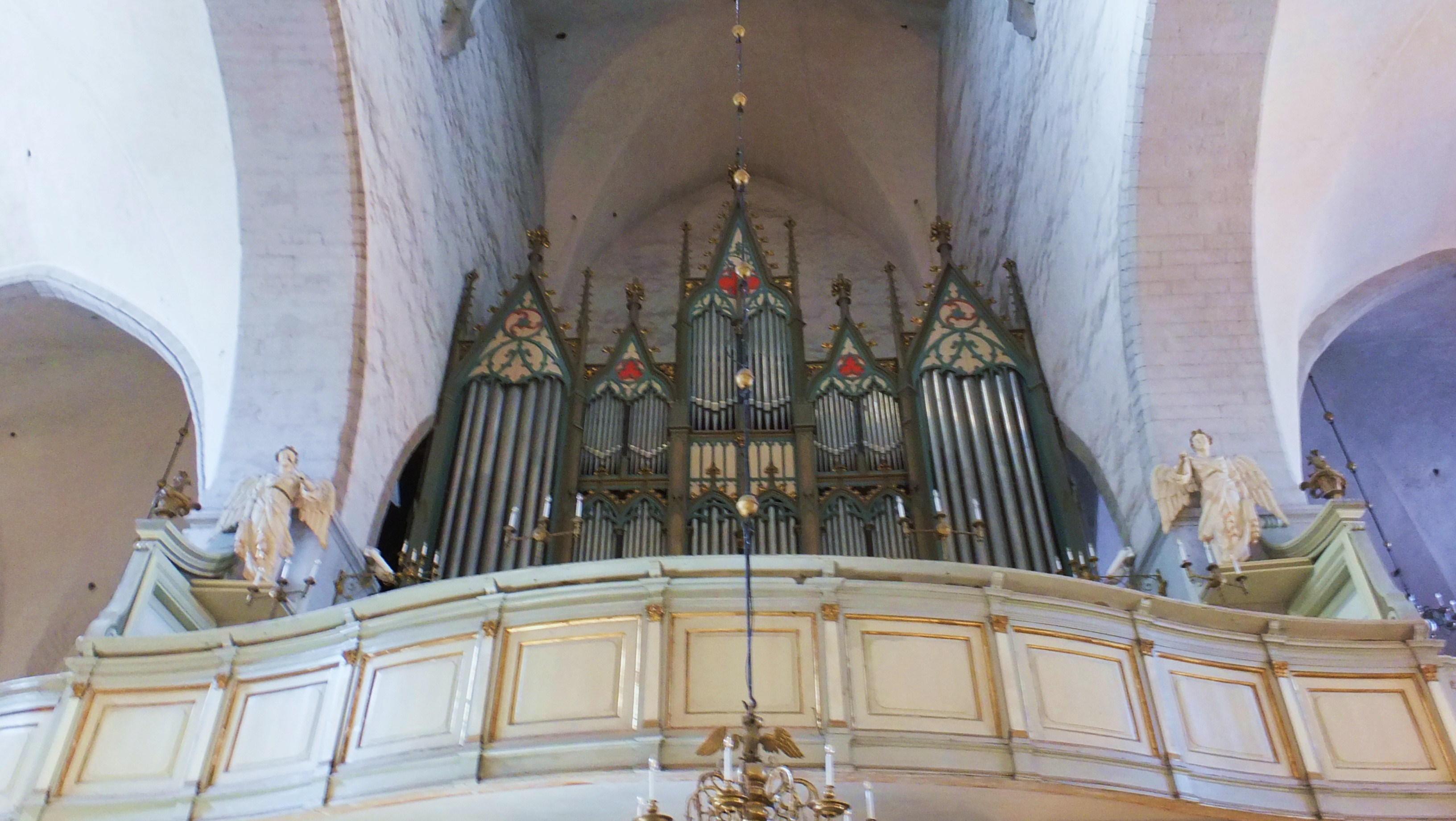
Òrgan
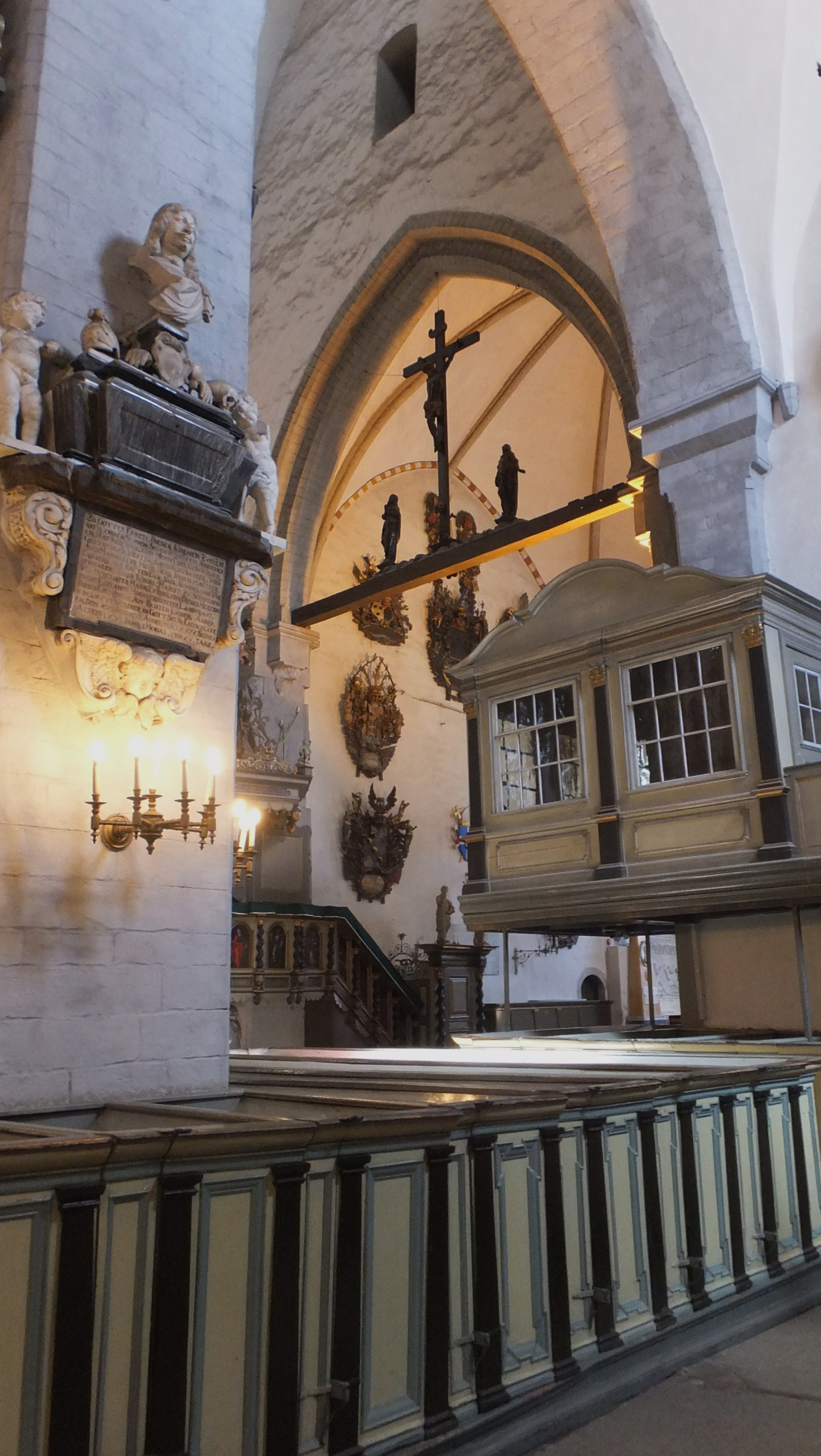
Interior
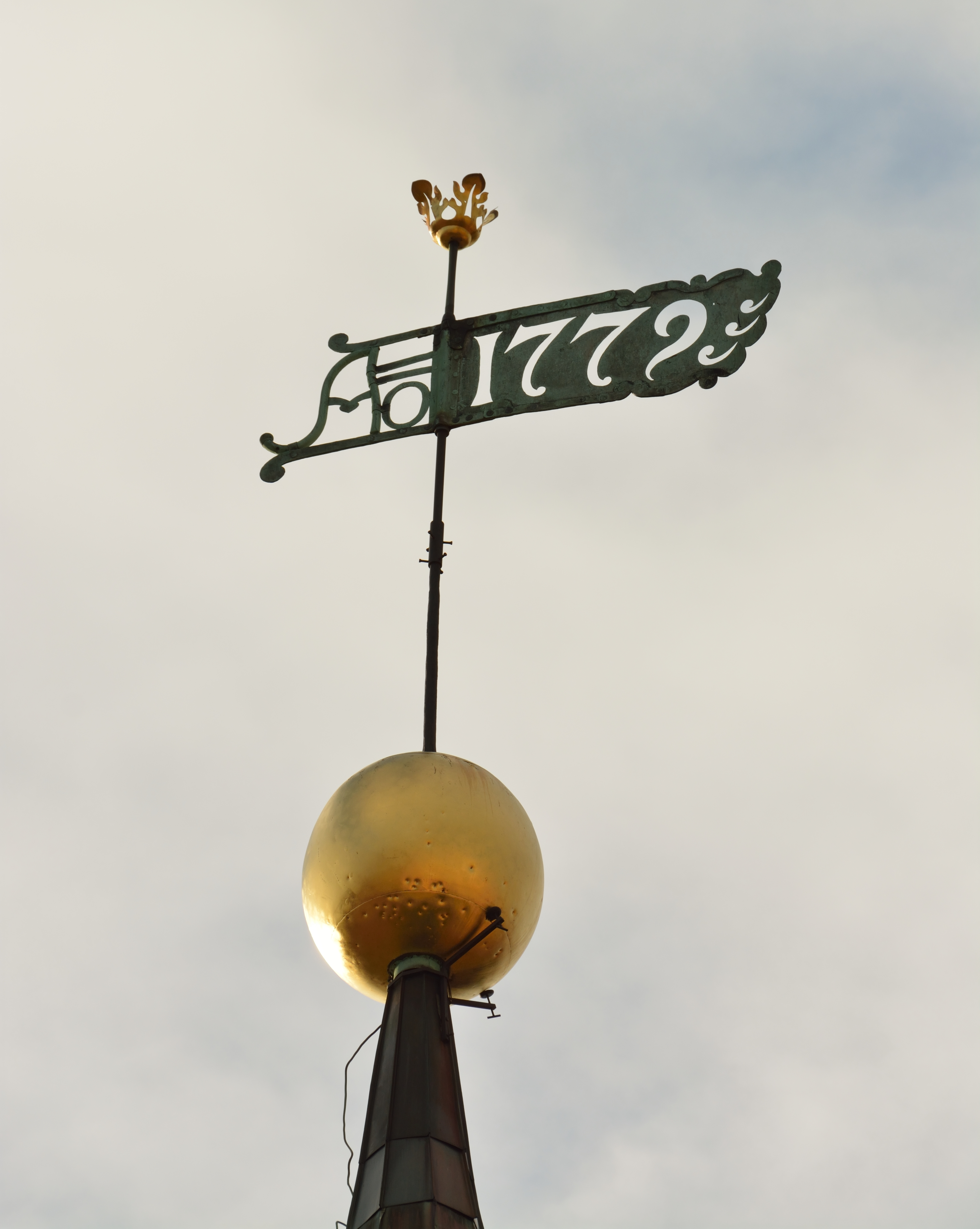
Veleta